# Disney+
Disney+是一個由华特迪士尼公司推出的線上串流媒體视频点播平台，由華特迪士尼公司的迪士尼媒體和娛樂發行分部掌管和營運。該平台主要專注於來自華特迪士尼影業集團与華特迪士尼電視集團製作的影視內容。此外還計劃開發現有和新的原創節目，包括漫威影業及其相關的影視作品和盧卡斯影業的《星際大戰》系列等。
Disney+和Hulu以及ESPN+共同組成迪士尼的全面OTT服務平台，與YouTube、HBO Max、孔雀、Netflix、Amazon Prime Video等其他線上串流媒體平台展開競爭。它在迪士尼與Netflix簽訂的經銷合約到期之後，於2019年11月12日正式運作。

## 歷史
2016年8月，迪士尼以10億美元的價格收購了BAMTech（美國職棒大聯盟進階媒體公司經營串流媒體技術業務的分拆公司）的少數股權，並在將來可能擁有更多股權。隨後，迪士尼旗下ESPN宣佈基於其技術ESPN+展開「探索性OTT服務項目」，以取代現有的有線電視平台。2017年8月8日，迪士尼以15.8億美元的價格收購了BAMTech的控股權，將其股權增持至75%。迪士尼宣佈計劃推出第二個迪士尼品牌的直接面向消費者的娛樂服務，將在2019年與網飛簽訂的經銷合約到期時正式運作。
2017年12月，迪士尼宣佈有意收購二十一世紀福斯的主要娛樂資產。此次收購旨在為其串流媒體平台擴充迪士尼自製內容。2019年3月20日，迪士尼正式完成收購二十一世紀福斯。
2018年1月，報導稱前蘋果和三星高管凱文·斯溫特已被任命為高級副總裁兼總經理，直接向BAMTech執行長匯報。6月，前華特迪士尼工作室電影營銷總裁瑞奇·斯特勞斯被任命為該服務的內容和營銷總裁。11月8日，迪士尼執行長羅伯特·艾格宣佈該串流媒體服務命名為Disney+(Disney+)，計劃於2019年下半年正式運作。
Disney+在2019年底首發時率先在加拿大、荷蘭、美國、澳洲、紐西蘭和波多黎各提供服務，並在2020年起進駐更多國家和地區。
踏入2021年，Disney+相繼在亞洲數個國家和地區正式提供服務。因應這個變化，迪士尼於同年4月宣佈一共有18個有線電視頻道於2021年10月1日起在亞洲地區正式停播，而香港、台灣的影碟發行商也將不再為華特迪士尼公司的作品代理發行新的影音產品。而為了慶祝Disney+正式落戶，迪士尼在台灣及香港都有舉辦線上活動進行預熱。同年11月12日在台灣便以「A Night of Disney+ 夢想之夜」為主題舉行線上開幕演唱會，並邀請華語流行天后張惠妹，嘻哈歌手瘦子以及「希望兒童合唱團」作為表演嘉賓。 而在同年11月16日，香港迪士尼樂園也舉行了《Disney+香港啟動慶典》以慶祝Disney+在香港上架，由商業電台唱片騎師森美和朱薰擔任司儀，並邀請歌手謝安琪和鄭中基獻唱多首迪士尼和彼思動畫的歌曲。 
2022年4月27日，华特迪士尼宣布与中国大陆OTT平台腾讯视频合作，推出“迪家影视俱乐部”，在后者上线迪士尼公司旗下的电影、少儿动画剧集及纪录片等内容。此举被视为Disney+欲进入大陆市场，但因有关规定限制（如外资企业不得直接在华经营OTT平台等）而采取的变通方案。
2023年5月10日，迪士尼CEO鮑勃·艾格宣佈將計劃在2023年底在美國發佈合併Disney+與Hulu內容的串流媒體應用，而兩個服務則仍按原計劃獨立運行。
迪士尼集團於2023年6月13日證實旗下在亚太地区（台湾、東南亞、香港和韓國）的11個頻道將分階段在2023年10月1日及2024年1月1日停止營運。屆時，部分節目將轉至Disney+。迪士尼強調此決定是因應全球策略作出的商業調整。
从2023年底，随着迪士尼购下Hulu股权，Hulu开始逐步并入Disney+中。2023年12月6日，Hulu版塊開始在美國地區的Disney+針對迪士尼串流媒體套件包訂閱用戶試運營，並於2024年3月17日正式開始運營。運營開始後，Disney+和Hulu仍然以兩個串流媒體服務分別運營，而訂閱迪士尼串流媒體套件包的用戶則可直接通過Disney+觀看大多數Hulu內容而無需再單獨登入Hulu。同一年，拉丁美洲華特迪士尼公司宣佈將於2024年6月26日將Star+合併入Disney+。2025年8月6日，迪士尼宣佈將於2026年底將Hulu完全併入Disney+，同時Hulu也將於全球市場全面取代Star板塊。

## 可用地区

已推出
以Disney+ Hotstar名義推出
已確定推出
暫未推出

| 推出日期                                                                    | 國家/地區                           | 推出夥伴                                   |
| --------------------------------------------------------------------------- | ----------------------------------- | ------------------------------------------ |
| 2019年11月12日                                                              | 加拿大                              |                                            |
| 2019年11月12日                                                              | 荷蘭                                |                                            |
| 2019年11月12日                                                              | 美国                                | 威訊通訊                                   |
| 2019年11月19日                                                              |                                     |                                            |
| 新西兰                                                                      |                                     |                                            |
| 波多黎各                                                                    |                                     |                                            |
| 2020年3月24日                                                               | 奥地利                              |                                            |
| 2020年3月24日                                                               | 德国                                | 德國電信                                   |
| 2020年3月24日                                                               | 爱尔兰                              | Sky                                        |
| 2020年3月24日                                                               | 義大利                              | TIMvision                                  |
| 2020年3月24日                                                               | 西班牙                              | Movistar+                                  |
| 2020年3月24日                                                               | 瑞士                                |                                            |
| 2020年3月24日                                                               | 英国                                | Sky、O2                                    |
| 2020年4月2日                                                                | 海峽群島                            |                                            |
| 2020年4月2日                                                                | 马恩岛                              |                                            |
| 2020年4月3日                                                                | 印度                                |                                            |
| 2020年4月7日                                                                | 法國                                | Canal+                                     |
| 2020年4月30日                                                               | 摩納哥                              |                                            |
| 2020年4月30日                                                               | Canal+ 喀里多尼亞                   |                                            |
| 2020年4月30日                                                               | 新喀里多尼亞                        |                                            |
| 2020年4月30日                                                               | 法屬安的列斯                        | Canal+ 加勒比                              |
| 2020年4月30日                                                               |                                     | Canal+ 加勒比                              |
| 2020年6月11日                                                               | 日本                                | NTT Docomo                                 |
| 2020年9月5日                                                                | 印度尼西亞                          | 印尼電信、印尼流動電信公司                 |
| 2020年9月15日                                                               | 比利时                              |                                            |
| 2020年9月15日                                                               | 丹麦                                |                                            |
| 2020年9月15日                                                               | 芬兰                                |                                            |
| 2020年9月15日                                                               | 格陵兰                              |                                            |
| 2020年9月15日                                                               | 冰島                                |                                            |
| 2020年9月15日                                                               | 盧森堡                              |                                            |
| 2020年9月15日                                                               | 挪威                                |                                            |
| 2020年9月15日                                                               | 葡萄牙                              |                                            |
| 2020年9月15日                                                               | 瑞典                                |                                            |
| 2020年10月2日                                                               | 留尼汪                              | Canal+ 留尼旺                              |
| 2020年10月2日                                                               | 马约特                              | Canal+ 馬約特                              |
| 2020年10月2日                                                               | 模里西斯                            | Canal+ 模里西斯                            |
| 2020年11月17日                                                              | 阿根廷                              | 阿根廷電信                                 |
| 2020年11月17日                                                              | 玻利维亚                            | VISA                                       |
| 2020年11月17日                                                              | 巴西                                | 環球點播、巴西貼現銀行、Next、美卡多、Vivo |
| 2020年11月17日                                                              | 加勒比地區                          | VISA                                       |
| 2020年11月17日                                                              | 智利                                | VISA                                       |
| 2020年11月17日                                                              | 哥伦比亚                            | VISA                                       |
| 2020年11月17日                                                              | VISA                                |                                            |
| 2020年11月17日                                                              | VISA                                |                                            |
| 2020年11月17日                                                              | 薩爾瓦多                            | VISA                                       |
| 2020年11月17日                                                              | VISA                                |                                            |
| 2020年11月17日                                                              | VISA                                |                                            |
| 2020年11月17日                                                              | 墨西哥                              | Izzi Telecom、Grupo Televisa、美卡多       |
| 2020年11月17日                                                              | 尼加拉瓜                            | VISA                                       |
| 2020年11月17日                                                              | 巴拿马                              | VISA                                       |
| 2020年11月17日                                                              | 巴拉圭                              | VISA                                       |
| 2020年11月17日                                                              | 秘魯                                | VISA                                       |
| 2020年11月17日                                                              | 乌拉圭                              | VISA                                       |
| 2020年11月17日                                                              | 委內瑞拉                            |                                            |
| 2021年2月23日                                                               | 新加坡                              | 星和电信                                   |
| 2021年6月1日                                                                | 马来西亚                            | 马来西亚电信、Astro                        |
| 2021年6月30日                                                               | 泰國                                | AIS                                        |
| 2021年11月12日                                                              |                                     | LG U+                                      |
| 2021年11月12日                                                              | 臺灣                                | 台灣大哥大                                 |
| 2021年11月16日 、2023年12月6日                                              | 香港                                | 香港寬頻、國泰航空                         |
| 2021年11月17日                                                              | 菲律賓                              |                                            |
| 2022年6月8日 (中東北非) 2022年6月14日 (部分歐洲地區) 2022年6月16日 (以色列) | 奥兰                                |                                            |
| 2022年6月8日 (中東北非) 2022年6月14日 (部分歐洲地區) 2022年6月16日 (以色列) | 阿尔巴尼亚                          |                                            |
| 2022年6月8日 (中東北非) 2022年6月14日 (部分歐洲地區) 2022年6月16日 (以色列) | 阿尔及利亚                          |                                            |
| 2022年6月8日 (中東北非) 2022年6月14日 (部分歐洲地區) 2022年6月16日 (以色列) | 安道尔                              |                                            |
| 2022年6月8日 (中東北非) 2022年6月14日 (部分歐洲地區) 2022年6月16日 (以色列) | 巴林                                |                                            |
| 2022年6月8日 (中東北非) 2022年6月14日 (部分歐洲地區) 2022年6月16日 (以色列) |                                     |                                            |
| 2022年6月8日 (中東北非) 2022年6月14日 (部分歐洲地區) 2022年6月16日 (以色列) | 英屬印度洋領地                      |                                            |
| 2022年6月8日 (中東北非) 2022年6月14日 (部分歐洲地區) 2022年6月16日 (以色列) | 保加利亚                            |                                            |
| 2022年6月8日 (中東北非) 2022年6月14日 (部分歐洲地區) 2022年6月16日 (以色列) |                                     |                                            |
| 2022年6月8日 (中東北非) 2022年6月14日 (部分歐洲地區) 2022年6月16日 (以色列) | 捷克                                |                                            |
| 2022年6月8日 (中東北非) 2022年6月14日 (部分歐洲地區) 2022年6月16日 (以色列) | 埃及                                |                                            |
| 2022年6月8日 (中東北非) 2022年6月14日 (部分歐洲地區) 2022年6月16日 (以色列) | 爱沙尼亚                            |                                            |
| 2022年6月8日 (中東北非) 2022年6月14日 (部分歐洲地區) 2022年6月16日 (以色列) | 法罗群岛                            |                                            |
| 2022年6月8日 (中東北非) 2022年6月14日 (部分歐洲地區) 2022年6月16日 (以色列) | 法屬玻里尼西亞                      |                                            |
| 2022年6月8日 (中東北非) 2022年6月14日 (部分歐洲地區) 2022年6月16日 (以色列) | 法属南部和南极领地                  |                                            |
| 2022年6月8日 (中東北非) 2022年6月14日 (部分歐洲地區) 2022年6月16日 (以色列) | 直布罗陀                            |                                            |
| 2022年6月8日 (中東北非) 2022年6月14日 (部分歐洲地區) 2022年6月16日 (以色列) | 希腊                                |                                            |
| 2022年6月8日 (中東北非) 2022年6月14日 (部分歐洲地區) 2022年6月16日 (以色列) | 匈牙利                              |                                            |
| 2022年6月8日 (中東北非) 2022年6月14日 (部分歐洲地區) 2022年6月16日 (以色列) | 伊拉克                              |                                            |
| 2022年6月8日 (中東北非) 2022年6月14日 (部分歐洲地區) 2022年6月16日 (以色列) | 以色列                              | Yes                                        |
| 2022年6月8日 (中東北非) 2022年6月14日 (部分歐洲地區) 2022年6月16日 (以色列) | 约旦                                |                                            |
| 2022年6月8日 (中東北非) 2022年6月14日 (部分歐洲地區) 2022年6月16日 (以色列) | 科索沃                              |                                            |
| 2022年6月8日 (中東北非) 2022年6月14日 (部分歐洲地區) 2022年6月16日 (以色列) | 科威特                              |                                            |
| 2022年6月8日 (中東北非) 2022年6月14日 (部分歐洲地區) 2022年6月16日 (以色列) | 拉脫維亞                            |                                            |
| 2022年6月8日 (中東北非) 2022年6月14日 (部分歐洲地區) 2022年6月16日 (以色列) | 黎巴嫩                              |                                            |
| 2022年6月8日 (中東北非) 2022年6月14日 (部分歐洲地區) 2022年6月16日 (以色列) | 利比亞                              |                                            |
| 2022年6月8日 (中東北非) 2022年6月14日 (部分歐洲地區) 2022年6月16日 (以色列) | 列支敦斯登                          |                                            |
| 2022年6月8日 (中東北非) 2022年6月14日 (部分歐洲地區) 2022年6月16日 (以色列) | 立陶宛                              |                                            |
| 2022年6月8日 (中東北非) 2022年6月14日 (部分歐洲地區) 2022年6月16日 (以色列) | 馬爾他                              |                                            |
| 2022年6月8日 (中東北非) 2022年6月14日 (部分歐洲地區) 2022年6月16日 (以色列) | 蒙特內哥羅                          |                                            |
| 2022年6月8日 (中東北非) 2022年6月14日 (部分歐洲地區) 2022年6月16日 (以色列) | 摩洛哥                              |                                            |
| 2022年6月8日 (中東北非) 2022年6月14日 (部分歐洲地區) 2022年6月16日 (以色列) | 北馬其頓                            |                                            |
| 2022年6月8日 (中東北非) 2022年6月14日 (部分歐洲地區) 2022年6月16日 (以色列) | 阿曼                                |                                            |
| 2022年6月8日 (中東北非) 2022年6月14日 (部分歐洲地區) 2022年6月16日 (以色列) | 巴勒斯坦                            |                                            |
| 2022年6月8日 (中東北非) 2022年6月14日 (部分歐洲地區) 2022年6月16日 (以色列) | 皮特凯恩群岛                        |                                            |
| 2022年6月8日 (中東北非) 2022年6月14日 (部分歐洲地區) 2022年6月16日 (以色列) | 波蘭                                |                                            |
| 2022年6月8日 (中東北非) 2022年6月14日 (部分歐洲地區) 2022年6月16日 (以色列) |                                     |                                            |
| 2022年6月8日 (中東北非) 2022年6月14日 (部分歐洲地區) 2022年6月16日 (以色列) | 羅馬尼亞                            |                                            |
| 2022年6月8日 (中東北非) 2022年6月14日 (部分歐洲地區) 2022年6月16日 (以色列) |                                     |                                            |
| 2022年6月8日 (中東北非) 2022年6月14日 (部分歐洲地區) 2022年6月16日 (以色列) | 圣赫勒拿、阿森松和特里斯坦-达库尼亚 |                                            |
| 2022年6月8日 (中東北非) 2022年6月14日 (部分歐洲地區) 2022年6月16日 (以色列) | 圣马力诺                            |                                            |
| 2022年6月8日 (中東北非) 2022年6月14日 (部分歐洲地區) 2022年6月16日 (以色列) | 沙烏地阿拉伯                        |                                            |
| 2022年6月8日 (中東北非) 2022年6月14日 (部分歐洲地區) 2022年6月16日 (以色列) | 塞爾維亞                            |                                            |
| 2022年6月8日 (中東北非) 2022年6月14日 (部分歐洲地區) 2022年6月16日 (以色列) | 荷屬聖馬丁                          |                                            |
| 2022年6月8日 (中東北非) 2022年6月14日 (部分歐洲地區) 2022年6月16日 (以色列) | 斯洛伐克                            |                                            |
| 2022年6月8日 (中東北非) 2022年6月14日 (部分歐洲地區) 2022年6月16日 (以色列) | 斯洛維尼亞                          |                                            |
| 2022年6月8日 (中東北非) 2022年6月14日 (部分歐洲地區) 2022年6月16日 (以色列) | 南非                                |                                            |
| 2022年6月8日 (中東北非) 2022年6月14日 (部分歐洲地區) 2022年6月16日 (以色列) | 斯瓦尔巴和扬马延                    |                                            |
| 2022年6月8日 (中東北非) 2022年6月14日 (部分歐洲地區) 2022年6月16日 (以色列) | 突尼西亞                            |                                            |
| 2022年6月8日 (中東北非) 2022年6月14日 (部分歐洲地區) 2022年6月16日 (以色列) | 土耳其                              |                                            |
| 2022年6月8日 (中東北非) 2022年6月14日 (部分歐洲地區) 2022年6月16日 (以色列) | 阿联酋                              |                                            |
| 2022年6月8日 (中東北非) 2022年6月14日 (部分歐洲地區) 2022年6月16日 (以色列) | 梵蒂冈                              |                                            |
| 2022年6月8日 (中東北非) 2022年6月14日 (部分歐洲地區) 2022年6月16日 (以色列) | 葉門                                |                                            |
| 2023年                                                                      | 越南                                |                                            |

## 內容
Disney+將環繞迪士尼旗下的主要娛樂產業公司的影視內容構建，包括華特迪士尼影業、華特迪士尼動畫工作室、皮克斯動畫工作室、漫威影業和盧卡斯影業。該平台將與Hulu同時營運，在收購二十一世紀福斯之後，迪士尼持有Hulu的60%股權。迪士尼的執行長羅伯特·艾格在上線前夕曾表示，Disney+將專注於面向家庭的娛樂（不包含任何限制級影視內容），而Hulu將繼續面向「普羅大眾」娛樂。
預計該平台將提供大約7000集電視和500部電影。華特迪士尼影業集團製作的影視可透過該平台觀看，包括迪士尼和皮克斯動畫電影系列、迪士尼真人電影系列、漫威電影宇宙電影、迪士尼自然紀錄片等。《驚奇隊長》是第一部在電影院上映後可在Disney+觀看的影片。此外，二十一世紀福斯旗下的國家地理頻道的內容亦可在Disney+觀看 。
Disney+還提供基於漫威娛樂和《星際大戰》系列創作的影視內容，後者包括電影《星際大戰外傳：俠盜一號》的衍生前傳電視劇，以及故事發生時間在電影《星際大戰六部曲：絕地大反攻》和《星際大戰：原力覺醒》的電視劇《曼達洛人》。該平台最初原創內容的目標計劃包括四至五部原創電影，以及五部電視劇，每部預算在2500萬至1億美元不等。2018年8月，有報導稱《曼達洛人》預計耗資1億美元。
2020年12月10日，迪士尼宣布将于2021年2月在Disney+中推出一个名为“STAR”的新板块，与Disney+上线初期的定位不同，STAR版块将专注面向「普羅大眾」娛樂而非家庭娛樂，并将以Hulu、FX、Freeform、二十世纪影业、探照灯影业、第二十電視公司、试金石影业和好莱坞影片的限制級影視內容为主，台灣包括《想見你》與《用九柑仔店》等自家製華語節目，而日本地區則包括《進擊的巨人》、《咒術回戰》與《鬼滅之刃》等日本近年高分和熱門動畫劇集。目前STAR已经计划在绝大多数海外国家的Disney+中上线，而在拉丁美洲则会以全新的OTT平台Star+上线。
2021年4月，迪士尼宣佈與索尼影視娛樂達成串流媒体協議，使索尼正式被准許為Disney+和Hulu製作並提供旗下內容。目前索尼影視娛樂絕大多數電影作品、部分Aniplex製作的日本動畫以及北美地區由索尼影視娛樂下屬的Crunchyroll（原Funimation）代理發行的動畫均已經在Hulu上線，而《雞皮疙瘩》和《迪士尼 扭曲仙境》將成為首批由索尼製作的Disney+原創劇集。
2022年2月2日起於Disney+獨家上線以五集的劇集形式剪輯的導演版《梅艷芳》（電影由梁樂民執導、得獎製片人江志強監製，並由古天樂、王丹妮、劉俊謙等演員出演，記錄了梅艷芳崛起成為超級巨星的經過。導演剪輯版本將會加入超過一小時從未曝光片段。
2022年2月2日於"STAR"板塊首播Hulu原創劇集《彭美與湯美》（Pam and Tommy），改編自荷里活性感女星彭美拉安德遜（Pamela Anderson）與搖滾樂隊Mötley Crüe鼓手Tommy Lee的性愛錄影帶事件，由Lily James與Sebastian Stan主演。
2021年11月起，迪士尼開始調整Disney+定位並開始加入非限制級「普羅大眾」娛樂內容以吸引更多美國境內用戶，其中《披頭士：歸來》（原計劃於電影院上映的紀錄片電影，受2019冠狀病毒病疫情影響拆分成三集在Disney+播出）成為了華特迪士尼電影參與製作的第一部包含粗俗語言的作品，而其後的2022年，Disney+陸續在美國地區上架了《成長不容易》和《雪降花》兩部原先在STAR板塊播出的作品，其中《雪降花》直接以Disney+原創劇集在美國播出。2022年2月28日，迪士尼宣佈全部漫威Netflix系列電視劇從Netflix下架，並於3月16日於Disney+全部上線。由於原Netflix漫威劇集的評級已經達到TV-MA，本次上線標誌著美國地區的Disney+將開始在不包括"STAR"板塊的情況下加入限制級內容。

### 自我審查
由於部分早期作品為種族歧視年代製作，迪士尼在這些作品的簡介和影片開始時均會播出提醒字句，指明部分內容涉及種族歧視，並呼籲觀眾以正確的態度看待。而美国长寿动画片《辛普森一家》第16季第12集《咕咕鸡饭》因有影射六四事件的画面，而没有在香港地区播出。

## 市場及營業收入
發布次日，迪士尼公司宣布Disney+的注册用户達到1,000万，其股价于次日下午上涨了7%。
2020年2月，華特迪士尼公司執行長羅伯特·艾格宣布Disney+在3日已有2,860万用户，公司当季度收入达到了209亿美元。2月，羅伯特·艾格称公司第一季度强劲的表现尤其归功于Disney+的发布，“这远远超出了我们的预期。”
2021年3月9日，迪士尼宣佈Disney+用戶總數正式突破1億。
迪士尼公布的2022財年第四季財報顯示，目前Disney+全球訂閱人數已經增加至1.642億人，同時相比前一季增加1200萬人。但迪士尼也強調內容製作及全球推廣成本增加等因素影響，Disney+營運虧損金額是去年同期的2倍以上。迪士尼也在日前宣布將從2022年12月8日推出附帶廣告內容、每月以8美元計費的訂閱方案，原本無廣告版本服務則將每月訂閱價格調漲至11美元。

## 外部連結
- Disney+官方網站 （页面存档备份，存于）（英文）
- Disney+官方網站 （页面存档备份，存于）（繁體中文）
- 台灣大哥大 （页面存档备份，存于）（繁體中文）
- 【公式】Disney+（ディズニープラス） （页面存档备份，存于）（日語）
- Disney+的Facebook專頁
- Disney+的Instagram帳戶
- YouTube上的Disney+頻道